# Szex, hazugság, super 8-as – Torremolinos 73
A Szex, hazugság, super 8-as – Torremolinos 73 (eredeti cím: Torremolinos 73) 2003-ban bemutatott spanyol–dán filmvígjáték, melyet Pablo Berger írt és rendezett. A főbb szerepekben Javier Cámara, Candela Peña és Juan Diego látható.
Világpremierje a Málaga Film Festivalon volt 2003 áprilisában. Magyarországon 2004. szeptember 23-án mutatták be. A film pozitív kritikákat kapott és négy kategóriában jelölték Goya-díjra.

## Cselekmény
1973, Spanyolország. Alfredo López a Montoya Kiadó alkalmazottja, házaló ügynökként enciklopédiákkal kereskedik. Feleségével, Carmennel bizarr munkalehetőséget kapnak: a kiadó megbízásából olyan pornográf filmek szereplői lehetnek, melyeket később skandináv országokban mutatnak be az emberi szaporodásról szóló oktatóanyagként. Miután Alfredo sikertelen a munkájában és Carment is elbocsátják, kénytelenek elfogadni a magas fizetést ígérő ajánlatot. Tudtukon kívül Carmen nemsokára népszerű felnőttfilmes sztárrá válik Észak-Európában. A házaspár gyermeket akar, de egy vizsgálat után kiderül, Alfredo meddő és az örökbefogadással sem járnak sikerrel.    
Alfredo maga is szeretne filmrendezővé válni és Ingmar Bergman munkásságától megihletve Torremolinos 73 címen forgatókönyvet ír. Főnöke hajlandó finanszírozni az Alfredo által rendezett filmet, Carmennel a női főszerepben. A munkálatokban egy dán filmes stáb segíti őket. A férfi főszereplő a csapat egyik tagja, Magnus lesz. 
Carmen javaslatára Alfredo főnöke megváltoztatja a forgatókönyv befejezését: Carmennek le kell feküdnie Magnussal, mivel a nő titokban így akar teherbe esni. Bár eleinte feldúlt, Alfredo végül elfogadja a változtatást és leforgatja a szexjelenetet. A film végén a házaspár kislányuk születésnapját ünnepli, Alfredo pedig esküvői filmek rendezésével kezd el foglalkozni.

## Szereplők
| Szerep           | Színész            | Magyar hang         |
| ---------------- | ------------------ | ------------------- |
| Alfredo López    | Javier Cámara      | Kerekes József      |
| Carmen García    | Candela Peña       | Majsai-Nyilas Tünde |
| Don Carlos       | Juan Diego         | Forgács Gábor       |
| Vanessa          | Malena Alterio     |                     |
| Juan Luis        | Fernando Tejero    | Fekete Zoltán       |
| Magnus           | Mads Mikkelsen     | Bodrogi Attila      |
| Señor Romerales  | Ramón Barea        | Varga Tamás         |
| Señora Romerales | Nuria González     |                     |
| Dennis           | Thomas Bo Larsen   |                     |
| Ole              | Sixten Kai Nielsen | Pálmai Szabolcs     |

## Fogadtatás

### Kritikai visszhang
A Rotten Tomatoes 39 kritika alapján 69%-ra értékelte: „Könnyed történet, tele szívvel – pikáns pillanatkép a hetvenes évek spanyolországi házaséletébe, mely kedves emberiséggel kezeli bolondos főszereplőit, így válik igazán szórakoztatóvá.”

### Díjak és jelölések
Goya-díj
| Év   | Kategória                    | Jelölt        | Eredmény |
| ---- | ---------------------------- | ------------- | -------- |
| 2004 | legjobb új rendező           | Pablo Berger  | Jelölve  |
| 2004 | legjobb eredeti forgatókönyv | Pablo Berger  | Jelölve  |
| 2004 | legjobb férfi főszereplő     | Javier Cámara | Jelölve  |
| 2004 | legjobb férfi mellékszereplő | Juan Diego    | Jelölve  |

## Fordítás
- Ez a szócikk részben vagy egészben  a   Torremolinos 73 című angol Wikipédia-szócikk ezen változatának fordításán alapul.  Az eredeti cikk szerkesztőit annak laptörténete sorolja fel. Ez a jelzés csupán a megfogalmazás eredetét és a szerzői jogokat jelzi, nem szolgál a cikkben szereplő információk forrásmegjelöléseként.